# Jetis (Loano)
Jetis is een bestuurslaag in het regentschap Purworejo van de provincie Midden-Java, Indonesië. Jetis telt 2112 inwoners (volkstelling 2010).